# Wincencja Maria López Vicuña
Wincencja Maria López Vicuña, właśc. bask. Vicenta María López Vicuña (ur. 24 marca 1847 w Cascante, zm. 26 grudnia 1890 w Madrycie) – hiszpańska zakonnica, założycielka Zgromadzenia Sióstr Służby Domowej, święta Kościoła katolickiego.
Pochodziła z zamożnej rodziny. W młodości przeniosła się do Madrytu gdzie zamieszkała u ciotki Eulalii de Riega. Założyła Zgromadzenie Sióstr Służby Domowej pod wezwaniem Maryi Niepokalanej, które zostało zatwierdzone przez papieża Leona XIII w 1888 roku.
Zmarła w opinii świętości. Została beatyfikowana przez papieża Piusa XII w dniu 19 lutego 1950 roku, a kanonizowana przez Pawła VI w dniu 25 maja 1975 roku.